# Amir Gutfreund
Amir Gutfreund (hebrejsky עברית‎, 23. července 1963, Haifa – 27. listopadu 2015, Haifa) byl izraelský spisovatel.

## Život
Gutfreund se narodil v Haifě, jeho rodiče jako děti přežili holokaust. Vystudoval aplikovanou matematiku na technologickém institutu Technion a nastoupil k vojenskému letectvu. Tam pracoval dvacet let.
Už od dvaceti let svého věku psal, ale první knihu Šoa šelanu (Náš Holokaust) vydal až v roce 2001. Kniha byla přeložena do řady jazyků, např. angličtiny, francouzštiny, němčiny, nizozemštiny a maďarštiny, česky vyšla pod titulem Jídlo se nevyhazuje v roce 2013.
Jeho dílo vynikalo podáním vážných témat prostřednictvím humoru a ironie. Humor považoval za zvláštní druh obrany, bez kterého by možná nebyl schopný snášet realitu světa. Na druhou stranu vždy zdůrazňoval, že na holocaustu samotném není nic legračního.
Zemřel ve věku 52 let po dlouhém boji s rakovinou.

## Osobní život
S manželkou Netou měl tři děti, Neta zemřela v roce 2012. Oženil se podruhé s Mišal.

## Výběr z díla
- Náš Holokaust (2001), česky vyšlo jako Jídlo se nevyhazuje (2013)
- Statky na pobřeží (2003)
- Kvůli ní hrdinové létají (2008)
- Souhvězdí havrana (2013)
- Číhající štěstí (2013)

## Ocenění
- Buchmanova cena Institutu Jad Vašem (2002)
- Sapirova cena za literaturu (2003)
- Cena předsedy vlády za kreativní tvorbu (2013)